# 하리보
하리보 GmbH & Co. KG(Haribo GmbH & Co. KG)는 1920년 독일의 한스 리겔 Sr.(Hans Riegel Sr.)이 본에서 창립한 제과 회사이며, 2018년 5월 그라프샤프트로 이전했다. 회사 이름은 Hans Riegel, Bonn의 약자이다. 유명젤리 

## 역사
창립자는 제2차 세계 대전 중에 두 아들과 포로 생활 당시에 사망하였다. 하리보는 2차 세계대전 당시 강요된 노동자를 고용했다는 의혹이 있어 논란이 되었다. 그러나, 정부가 지정한 전쟁 생존자들에게 추가 수당을 지급을 거부하였다. 전쟁이 끝나고 나서는 그의 맏아들 한스 리겔 주니어가 독일의 공장을 맡았다. 그리고 주변의 사탕 회사들을 흡수 합병하여 세계로 진출하였다. 2003년 10월에는 한스 리겔 주니어가 조카 한스 뤼르겔 리겔을 후계자로 발표하였다. 2005년까지 프랑스에서 경영을 이어나가던 그는 그의 삼촌과 함께 회사를 떠났다. 그리고 공동 소유자인 폴 리겔은 2009년 8월 3일의 밤에 사망하였다. 상공 회의소에 중재 판정 후 기업 구조가 변경이 되고 나서, 하리보(Haribo) 지주 회사로 거듭나게 되었다. 현재 한스 리겔 집안과 폴 리겔 집안은 각각 지분의 50%를 소유하고 있다. 2013년 9월 20일에는 라인란트에 위치해 있는 혁신 공원에 30헥타르 규모의 최초 물류 센터를 구축하였다.

## 현재

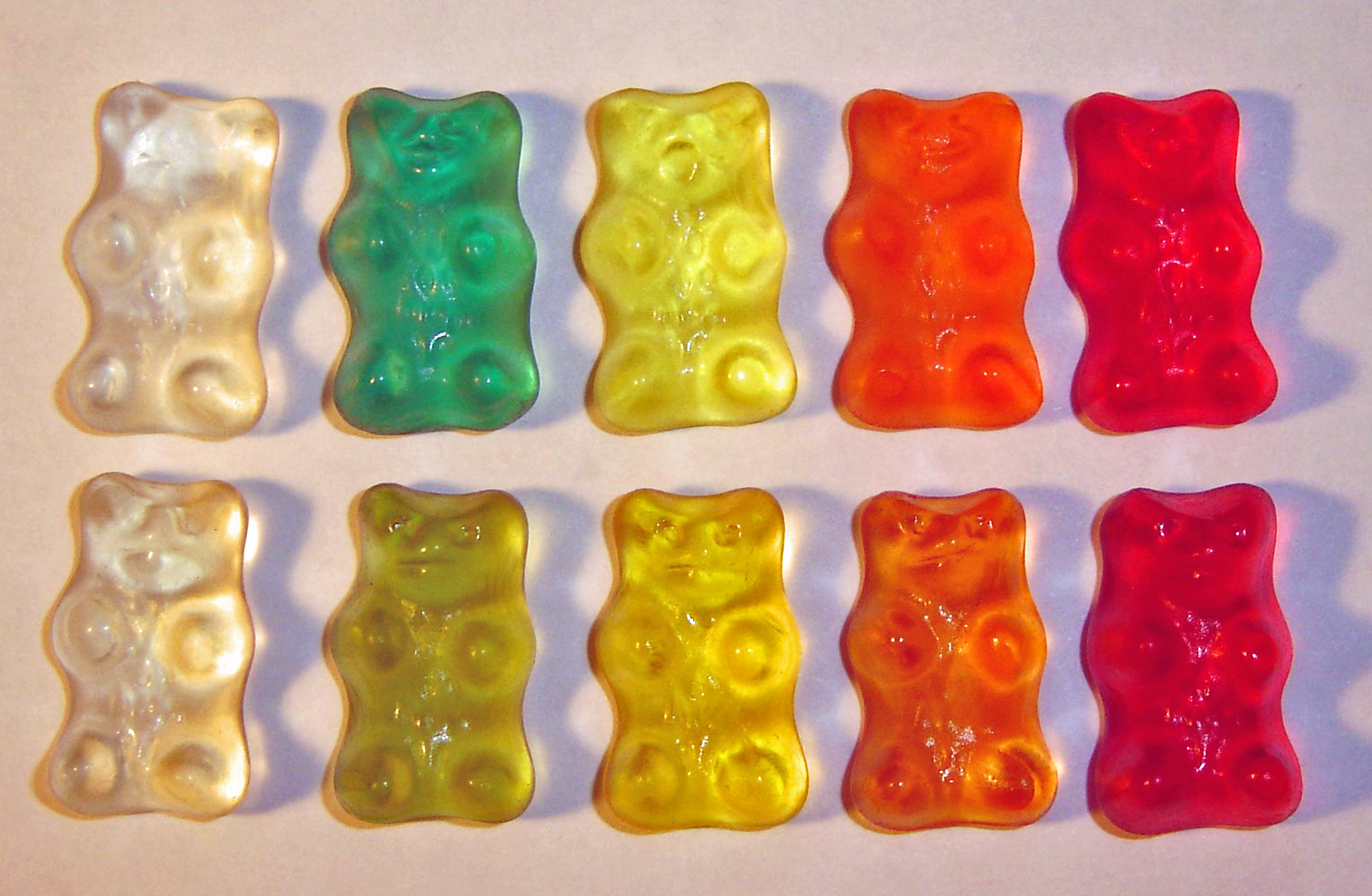
하리보의 대표 상품 Goldbären

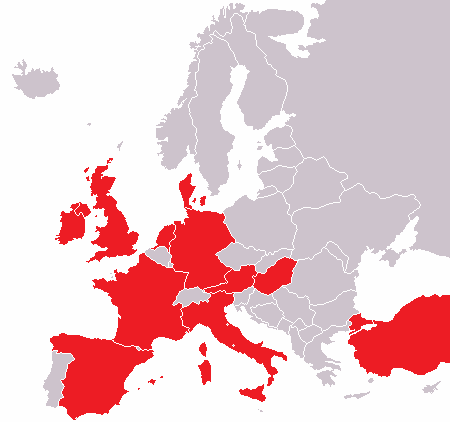
하리보 공장이 있는 유럽 나라 지도

대표적인 품목은 금곰(Goldbären)이며, 구연산이 들어간 사탕과 과즙, 캐러멜 등도 제조한다. 독일에 다섯 개의 공장과 타 유럽에 13개의 공장이 있다. 유럽의 대부분의 나라와 미국에 지사를 두고 있다.

## 슬로건
하리보의 독일어 표어는 "Haribo macht Kinder froh / und Erwachsene ebenso.", 즉 "하리보는 어린이들을 기쁘게 하고 / 그리고 어른들도 역시 (기쁘게 한다.)"다. 토마스 고트샬크의 목소리를 통한 이 표어는 1991년부터 광고에 나타났으며 하리보를 상징하는 말이 되었다.

## 비판
2016년 3월 24일, 대한민국 식품의약품안전처가 하리보롤렛, 하리보메가롤렛, 하리보 메가롤렛 사우어를 미신고된 흑당근 유래 안토시아닌 색소 함유로 전량 수거에 나섰다.